# NGC 767
NGC 767 је спирална галаксија у сазвежђу Кит која се налази на NGC листи објеката дубоког неба.
Деклинација објекта је - 9° 35' 14" а ректасцензија 1h 58m 50,8s. Привидна величина (магнитуда) објекта NGC 767 износи 14,5 а фотографска магнитуда 15,3. NGC 767 је још познат и под ознакама MCG -2-6-10, KUG 0156-098, IRAS 01563-0949, PGC 7483.